# 용비도서관
용비도서관은 인천광역시 미추홀구에 있는 도서관이다.

## 연혁
- 2018년 12월 28일 개관.

## 이용 안내
이용 시간
휴관일
- 매주 월요일, 법정공휴일